# Chiesa di San Cristoforo (Vigevano)
La chiesa di San Cristoforo era un edificio religioso sito a Vigevano.

## Descrizione e storia
La chiesa era situata all'angolo tra Via Riberia e Vicolo San Cristoforo, un vicolo chiuso a cui diede il nome. Di questa negli anni '50 del Novecento era ancora visibile, nell'edificio ormai adibito ad abitazione, una lesena con modanature alla base che un tempo sosteneva il cornicione, sul quale a sua volta poggiava un timpano triangolare che completava la facciata della chiesa parrocchiale. I frati domenicani abbandonarono chiesa e convento e l'archivio della parrocchia fu trasferito in San Pietro Martire; la chiesa venne quindi venduta e trasformata in casa civile.
La chiesa era più grande di altre chiese vigevanesi presenti nel Cinquecento, la cupola era di forma ottagonale e poggiava su quattro pilastri. Il 9 agosto 1524 venne posta la prima pietra e, sotto uno dei quattro pilastri, furono poste un'ampolla di olio d'oliva e una di vino. In quell'anno era in corso un'epidemia di peste a Vigevano e furono espressi voti per la costruzione di varie chiese: oltre a San Cristoforo, fu ad esempio eretta quella della Chiesa della Madonna della Santa Casa di Loreto, nell'attuale Via Valle San Martino. Secondo le antiche fonti, "vi fu grandissima peste in questa terra di Vigevano, de sorte che mancarono quindici mille persone et poche restarono monde, et de tutti li deputati sopra dicta peste ne resta doi, le quali vedendo a dicta peste non esserli altro rimedio che ricorrere a Dio onnipotente, ed alla intemerata sua Madre Maria unico rifugio dei tributati, quelle poche persone restate fecero domandare di far cantare una messa solenne sopra la piazza de dicta terra [pregando con fervore] la gloriosa Vergine, dicendo che se li liberava da dicta peste, li promettevano di jejunare - digiunare - la vigilia della sua conceptione et fare la sua festa ogni anno. E al voto, dalle persone presenti a la messa cum le lacrime alli ogi fu acceptato con promissione de observarlo, qual voto fatto, dappoi l'antedicta peste cessò talmente che mediante la divina grazia in breve fu dicta terra liberata". In memoria della sciagura, in San Cristoforo fu eretta una confraternita. Inizialmente la divisa era una cappa nera; successivamente, data la congregazione all'arciconfraternita della Santissima Trinità di Roma, che si batteva per la liberazione degli schiavi, il colore nero fu sostituito dal rosso. Nel 1578 sulla facciata fu dipinto il simbolo dell'ordine. Successivamente con il vescovo Adarzo la confraternita passò da quella congregazione a quella della Madonna della Mercede, che pure si occupava del riscatto degli schiavi; sulla facciata l'affresco venne quindi sostituito con un'immagine della Vergine del Riscatto. Nel 1561 vennero dipinti i dodici apostoli e quattro dottori della Chiesa, mentre nel 1627 fu creata la sacrestia. Tra i pittori e gli scultori che si occuparono della chiesa vi fu anche Cristoforo Solari, detto il Gobbo, autore tra le altre anche della guglia maggiore del Duomo di Milano e di molte statue del Duomo stesso.
Accanto alla chiesa era presente una casa per i pellegrini, sulla quale era presente la scritta HOSPITIVM PEREGRINORVM CONFRATERNITATIS SANCTISSIMAE TRINITATIS.
Della decorazione della chiesa rimane una Madonna col Bambino del 1554 su un muro, in un cortile.
La chiesa fu soppressa nel 1806 e abbattuta.